# 알렉스 호놀드

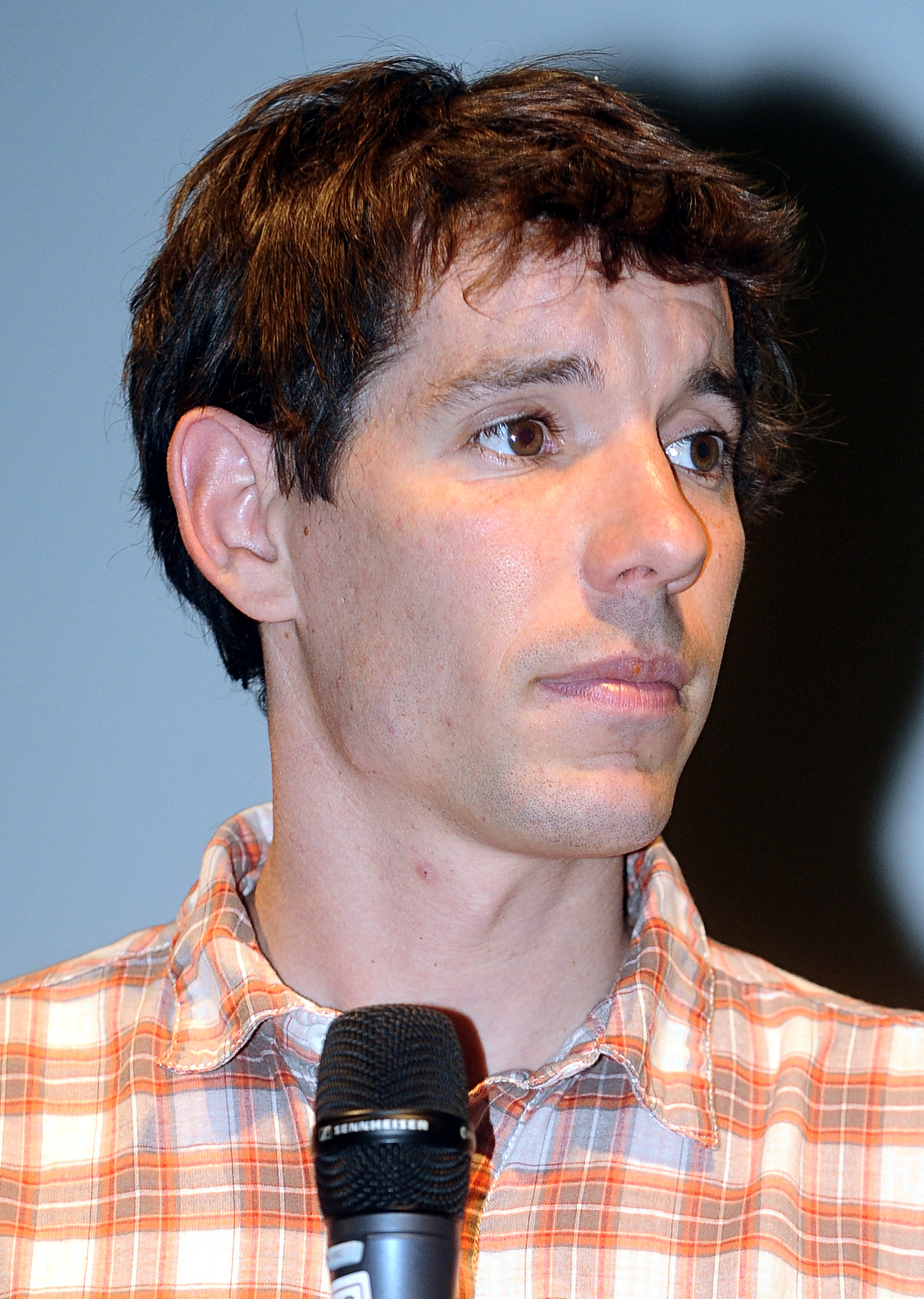

알렉스 호놀드 (Alexander Honnold, 1985년 8월 17일 ~ )는 미국의 암벽 등반가다. 큰 벽을  프리솔로로 등반하는 사람으로 유명하다. 2017년 미국 요세미티 국립 공원 엘카피탠엘 캐피의 프리라이더를 프리솔로로 등반하여 위대한 업적을 성취한 사람가운데 한명으로 인정받았다.

## 서적
- 벽에 홀로 : Alex Honnold와 Ultimate Limits of Adventure. 런던 : Pan, 2017. David Roberts 와 공동 저자. ISBN 978-1447282730    .

- 날카로운 끝 (2007)[3]
- 벽에 혼자 (2008)[4]
- 진보 (2009)[5]
- 호 놀드 3.0 (2012)
- 밸리 봉기 (2014)[6]
- 하늘을 가로 지르는 선 (2015)
- 말굽 지옥에서 대결 (2015)
- 아프리카 퓨전 (2016)[7]
- 퀸 마 우드 랜드 (2018)
- 프리 솔로 (2018)
- 코 속도 기록 (릴록 14) (2019)

- 2010 : 지구력 상승을 위한 Climbing magazine의 Golden Piton 상[8][9]
- 2015 : Tommy Caldwell과 함께 Honnold는 아르헨티나 파타고니아에서 Fitz Roy Range의 첫 번째 순회로 Piolets d' Or을 수상했다.
- 2018 : American Alpine Club의 Robert and Miriam Underhill Award 수상, 다양한 등반 분야에서 우수성[10]
- 2018 : 2017년 등산에 대한 그의 뛰어난 기여로 Piolets d' Or에 대한 특별 언급[11]

## 참고 문헌
- Bethea, Charles (September 7, 2018). "Dispatch: Alex Honnold Climbs Halfway Up a New Jersey Skyscraper". The New Yorker. Retrieved October 14, 2018.
- Dean, Josh. "His Life in His Hands". Men's Journal. Retrieved October 14, 2018.
- Duane, Daniel (March 11, 2015). "The Heart-Stopping Climbs of Alex Honnold". The New York Times Magazine. Retrieved October 14, 2018.
- Lowther, Alex (Summer 2001). "Less and Less Alone: Alex Honnold". Alpinist. Retrieved October 14, 2018.